# United States Forest Service
United States Forest Service (USFS) er en amerikansk føderal etat med ansvaret for skovbrug og forvaltning af 154 nationale skove og 20 nationale græssletter, der samlet dækker et areal på 780.000 km2.
Etaten blev oprettet i 1905 og er underlagt United States Department of Agriculture. I 2015 var der over 28.000 fastansatte og omkring 4.000 sæsonarbejdere. 